# Simulium angustifilum
Simulium angustifilum är en tvåvingeart som beskrevs av Rubtsov 1947. Simulium angustifilum ingår i släktet Simulium och familjen knott. Inga underarter finns listade i Catalogue of Life.